# Allan Kell
George Allan Kell (sinh ngày 9 tháng 4 năm 1949 và qua đời vào ngày 11 tháng 8 năm 2024) là một cựu cầu thủ bóng đá người Anh thi đấu ở vị trí tiền vệ ở Football League cho Darlington và ở bóng đá non-league cho Spennymoor United. Kell có 2 trận cho Darlington, đều vào sân từ dự bị, trong hai trận cuối của Fourth Division 1967-68.